# 伊藤鐘史
伊藤 鐘史（いとう しょうじ、1980年12月2日 - ）は、日本の元ラグビー選手。指導者。現在ラグビー日本代表のアシスタントコーチを務めている。

## プロフィール
- 兵庫県神戸市出身。
- ポジションはロック(LO)、フランカー(FL)、ナンバーエイト(No8)。
- 身長 191 cm、体重 100 kg
- 日本代表キャップは36。
- トップリーグキャップは135。
- ニックネームはSHOJI。
- 家族構成は、妹が2人と、姉妹の弟にあたるの鐘平も。[1]（現・東芝ブレイブルーパス）。

## 来歴
兵庫工業高校でラグビーを始め、京都産業大学へ進む。4年次にラグビー部主将を経験。
2003年、リコーブラックラムズに加入。同チーム在籍時代には主将（2006年〜3シーズン）、関東代表を歴任した。
2004年、International Rugby Academy of New Zealand に参加。
2005年、ニュージーランドのオークランドへラグビー留学。同地域のクラブチーム「Grammar Carlton Rugby Football Club」でプレー。
2008年、日仏交流150周年フランス大学選抜来日シリーズ「日本選抜vsフランス大学選抜」にキャプテンとして出場。20-19で勝利。
2009年、神戸製鋼コベルコスティーラーズに移籍。2012年から4シーズンにわたり副将、ゲームキャプテンを務める(天覧試合 2014)。
2012年、31歳にして日本代表に初選出され、4月28日のアジア5カ国対抗、カザフスタン戦で初キャップを得た。
2013年、リポビタンDチャレンジ2013第2戦「日本代表vsウェールズ代表」に出場し、ウェールズ代表に歴史的勝利。
2015年、ラグビーワールドカップ2015の日本代表に選ばれ同大会に出場。
2016年、京都産業大学大学院 マネジメント研究科 博士前期課程入学。2018年に修了、マネジメント修士。
2018年、神戸製鋼コベルコスティーラーズを退団、京都産業大学ラグビー部FWコーチに就任。
2020年、京都産業大学ラグビー部監督に就任。
2021年、Honda HEATのFWコーチに就任。
2024年、JAPAN XV - アシスタントコーチとして参加。
2025年、ラグビー日本代表のアシスタントコーチに就任。

## 受賞歴
- ラグビー日本代表（2012~2015年度）
- ラグビーワールドカップ2015日本代表
- 2014-15トップリーグ ベスト15
- ラグビー日本選手権準優勝（2012年度）

## 著書・書籍
ラグビー指導の哲学（大西健の「楽志」と京都産業大学ラグビー部の軌跡 1973-2019）晃洋書房 2020年4月刊
スポーツ感動物語　アスリートの原点　第４巻　遅咲きのヒーロー　学研プラス 2016年2月刊
日本ラグビーの歴史を変えた桜の戦士たち　実業之日本社 2016年1月刊